# Olympische Jugend-Sommerspiele 2010/Teilnehmer (Jamaika)
| Gelbes Symbol für Goldmedaillen mit stilisierten Olympischen Ringen | Graues Symbol für Silbermedaillen mit stilisierten Olympischen Ringen | Braundes Symbol für Bronzemedaillen mit stilisierten Olympischen Ringen |
| ------------------------------------------------------------------- | --------------------------------------------------------------------- | ----------------------------------------------------------------------- |
| 1                                                                   | —                                                                     | —                                                                       |

Die Jugend-Olympiamannschaft aus Jamaika für die I. Olympischen Jugend-Sommerspiele vom 14. bis 26. August 2010 in Singapur bestand aus 15 Athleten.

## Athleten nach Sportarten

### Badminton
Jungen
- Dennis Coke
Einzel: 25. Platz

### Leichtathletik
| Mädchen - Shericka Jackson 200 m: 4. Platz - Olivia James 400 m: 6. Platz - Megan Simmonds 100 m Hürden: 4. Platz - Shanice Hall Hochsprung: kein gültiger Versuch in der Vorrunde - Janieve Russell Weitsprung: 7. Platz - Rochelle Farquarson Dreisprung: 4. Platz - Sasha Marston Diskuswurf: 10. Platz | Jungen - O’Dean Skeen 100 m: Gold Mixed Staffel: Gold (im Team Amerika) - Lennox Williams 400 m: DNS (Finale) - Stefan Fennell 110 m Hürden: 4. Platz - Ashinia Miller Kugelstoßen: 13. Platz - Fedrick Dacres Diskuswurf: 10. Platz |

### Schwimmen
| Mädchen - Kendese Nangle 50 m Rücken: 12. Platz 100 m Rücken: 27. Platz | Jungen - Brian Forte 50 m Freistil: 28. Platz 100 m Freistil: 42. Platz |